# Tovarné
Tovarné este o comună slovacă, aflată în districtul Vranov nad Topľou din regiunea Prešov. Localitatea se află la altitudinea de 140 m deasupra n.m., se întinde pe o suprafață de 7,71 km2 și în 2017 număra 978 de locuitori.

## Istoric
Localitatea Tovarné este atestată documentar din 1215.

## Demografie
| An:                | 1994 | 2004   | 2014   | 2024   |
| ------------------ | ---- | ------ | ------ | ------ |
| Număr de persoane: | 1056 | 1090   | 999    | 977    |
| Diferență:         |      | +3,21% | −8,34% | −2,20% |

| An:                | 2023 | 2024 |
| ------------------ | ---- | ---- |
| Număr de persoane: | 977  | 977  |
| Diferență:         |      | +0%  |